# Jännerwein
 Jännerwein je avstrijska  neofolk glasbena skupina ustanovljena leta 2007 iz Solnograda. 
Leta 2011 je nastopala v Dresdenu skupaj z Death in June.

## Diskografija
- 2008: Abendläuten (Steinklang Records)
- 2011: Nach der Sehnsucht – Von der Beständigkeit der Erinnerung (RainbergVerlag)
- 2015: Eine Hoffnung (Steinklang Records & RainbergVerlag)

## Uradne povezave
- Jännerwein Homepage